# 훌리에타 세라노
훌리에타 세라노(Julieta Serrano, 1933년 1월 2일 ~ )는 스페인의 배우이다. 2019 고야상 여우조연상 수상자이다.

## 출연 작품
- 페인 앤 글로리 (2019)
- 어 싸우전드 풀스 (2011)
- 바이 마이 사이드 어게인 (1999)
- 포옹 (1998)
- 살사 로사 (1991)
- 욕망의 낮과 밤 (1990)
- 신경쇠약 직전의 여자 (1988)
- 마타도르 (1986)
- 나쁜 버릇 (1983)
- 산 정상의 페피, 루시, 봄 그리고 다른 사람들 (1980)
- 사촌 안젤리카 (1974)